# Azijski noj
Azijski noj (lat. Struthio asiaticus) je izumrla prapovijesna ptica neletačica iz roda nojeva, reda nojevki. Njegovi fosili nađeni su od središnje Azije do Kine, a navodno i u Maroku. Zbog toga što postoje samo njegovi fosili, ne zna se puno podataka o njemu. 
Prema dataciji fosila, ovaj noj živio je u razdoblju između gornjeg pliocena i ranog holocena (prije 3,6 milijuna godina - c.6000 pr. Kr.). U perlama napravljnim od školjki uzetih s arheoloških nalazišta u Indiji, starim više od 25000 godina, pronađeni su tragove DNK, a analize ispitivanih sekvenci pokazuju da vrsta definitivno spada u rod Struthio.